# Karol Bojkowski
Karol Bojkowski (ur. 17 września 1923 w Nowym Sączu, zm. 4 lutego 1987 w Sosnowcu) – geolog, specjalista geologii złóż węgli, a zwłaszcza stratygrafii oraz paleontologii karbonu.

## Życiorys
W Nowym Sączu uczęszczał do szkoły. Jego edukację w szkole średniej przerwała II wojna światowa. Po wybuchu wojny podjął pracę zarobkową. W 1947 uzyskał świadectwo dojrzałości w Liceum Ogólnokształcącym w Jaśle i rozpoczął studia na Wydziale Nauk Przyrodniczych Uniwersytetu Wrocławskiego. Ukończył je w 1951 z dyplomem magistra filozofii w zakresie geologii i paleontologii. W tym samym roku podjął pracę w Czeladzi, w Górnośląskiej Stacji Terenowej Państwowego Instytutu Geologicznego. W połowie lat. 50, przez kilkanaście miesięcy pełnił funkcję kierownika tej stacji. W 1963 uzyskał stopień doktora nauk przyrodniczych, w 1973 – doktora habilitowanego, a w 1985 został mianowany uchwałą Rady Państwa profesorem nadzwyczajnym.
Jego praca zawodowa i naukowa koncentrowała się na problemach paleontologicznych, stratygraficznych i paleogeograficznych karbonu w Polsce. Był kierownikiem Pracowni Stratygrafii Karbonu, a następnie kierownikiem Zakładu Geologii Regionalnej i Badań Podstawowych w Oddziale Górnośląskim Instytutu Geologicznego. Pełnił także funkcję nauczyciela akademickiego Politechniki Śląskiej w latach 1969–1982.
Uczestniczył w wielu Międzynarodowych Kongresach Stratygrafii i Geologii Karbonu: w Holandii (Heerlen, 1958), w Wielkiej Brytanii (Sheffield, 1967), w RFN (Krefeld, 1971), w Związku Radzieckim (Moskwa, 1975) i w Hiszpanii (Madryt, 1983). Brał również udział w Międzynarodowym Kongresie Geologicznym w Pradze (1968). W 1983 został przedstawicielem Polski w Stałym Międzynarodowym Komitecie Kongresów Stratygrafii i Geologii Karbonu oraz członkiem Międzynarodowej Unii Nauk Geologicznych.
Był członkiem Polskiego Towarzystwa Geologicznego.
Zmarł na stanowisku pracy 4 lutego 1987. Został pochowany na cmentarzu parafii św. Jacka w Sosnowcu.

## Nagrody i odznaczenia
Otrzymał wiele odznaczeń, m.in. Złoty Krzyż Zasługi, Krzyż Kawalerski Orderu Odrodzenia Polski, Medale 30- i 40-lecia PRL, Złotą Odznakę Zasłużonego dla Województwa Katowickiego, Honorową Odznakę za Zasługi dla Lubelszczyzny, Odznakę Zasłużonego dla Polskiej Geologii, Nagrodę Naukową im. Ludwika Zejsznera oraz Zespołową Nagrodę Państwową I stopnia za odkrycie i udokumentowanie złóż węgla kamiennego na Lubelszczyźnie.